# Zapatatrupial
Zapatatrupial (Agelaius assimilis) är en fågel i familjen trupialer inom ordningen tättingar som förekommer huvudsakligen på Kuba.

## Utseende och läte
Zapatatrupialen är en mestadels svart trupial. Hanen har en orangeröd skulderfläck med ljusgul kant. Båda könen av brunskuldrad trupial har en gulorange skulderfläck, även om den ibland bara ses i flykten. Glanskostaren saknar skulderfläcken och just glansig, men har även en kortare och kraftigare näbb. Lätet består av ett "chut" eller dubblerat "chut-chut", medan sången beskrivs som ett gällt "shuh-reee-eee".

## Utbredning och systematik
Zapatatrupialen behandlas antingen som monotypisk eller delas in i två underarter med följande utbredning:
- Agelaius assimilis assimilis – förekommer på västra Kuba
- Agelaius assimilis subniger – förekommer på Isle of Pines

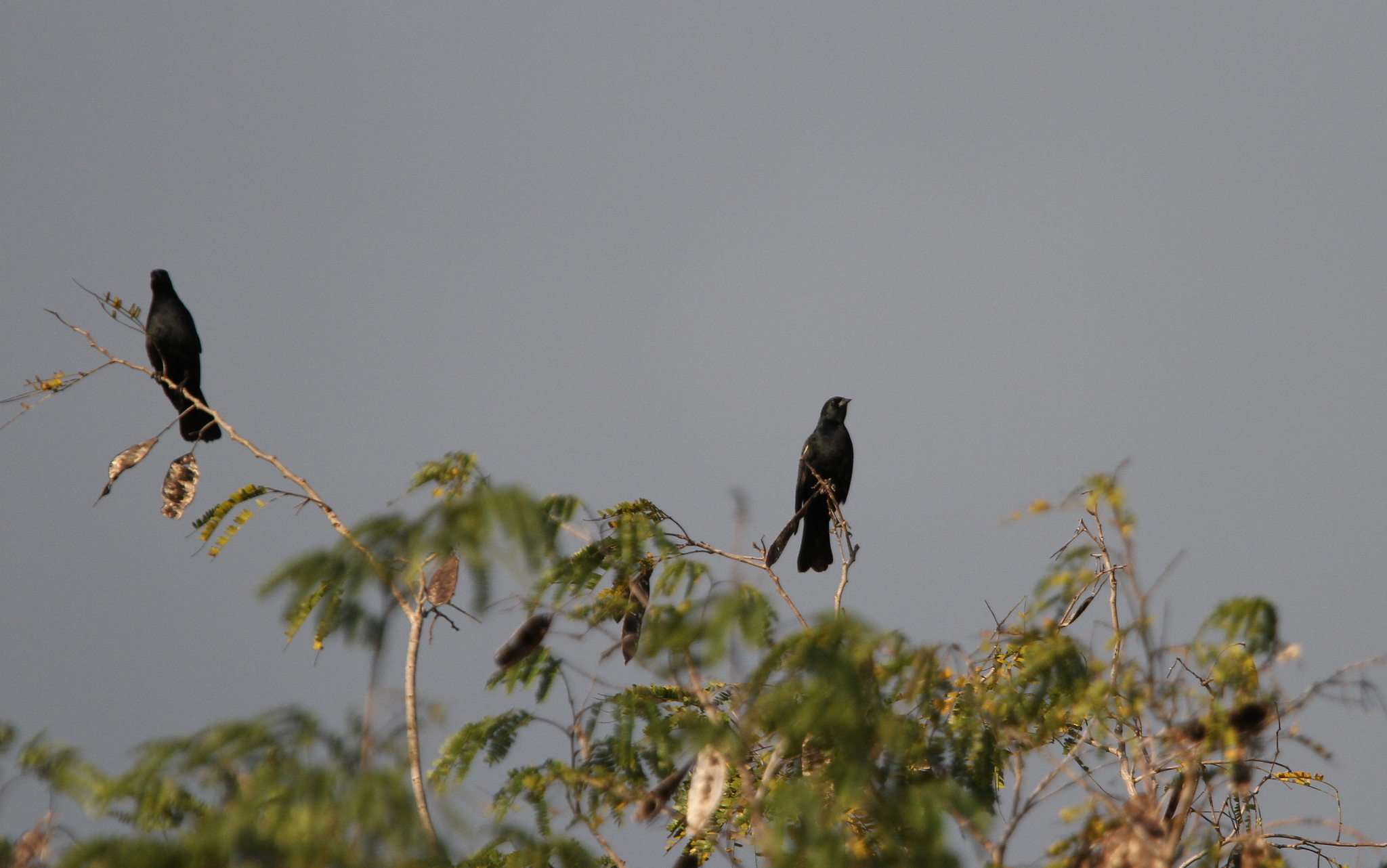

## Status
Fågeln har ett begränsat utbredningsområde, men beståndet anses vara stabilt. IUCN kategoriserar arten som livskraftig.